# توهم درون‌نگری
توهم درون‌نگری یا توهم خویشتن‌نگری (به انگلیسی: Introspection illusion) یک سوگیری یا خطای ذهنی است که در نتیجه آن مردم به اشتباه تصور می‌کنند بینشی درست و دقیقی دارند به منشأ و ریشه باورها، رفتارها، دلایل، انگیزه‌ها و آنچه در ذهن آنها می‌گذرد. این خطا توسط روان‌شناسان بررسی و تأیید شده و به عنوان یک پایه برای برخی سوگیری‌های دیگر در نظر گرفته می‌شود.
به عبارات دیگر باور به اینکه خویشتن‌نگری یا تفکر عمیق دربارهٔ خود باعث می‌شود تا به کشف اسرار و واقعیت‌های ذهن خود برسیم یا پی به منشأ رفتارها، اعتقادات و نظراتمان ببریم توهم دورن‌نگری نام دارد.
رولف دوبلی در کتاب هنر شفاف اندیشیدن فصلی را به این موضوع اختصاص داده است با نام "کافر باورهای خود باش" یا " به باورها و اعتقادات خود بسیار مشکوک باش".
به نظر می‌رسد فریدریش نیچه فیلسوف آلمان در تفکرات خود متوجه توهم درون‌نگری شده باشد. او در کتاب انسانی، زیاده انسانی چنین می‌گوید:
"انسان از خودش در برابر خودش محافظت می‌کند، در برابر شناسایی شدن و به دام افتادن توسّط خودش. او معمولاً قادر است فقط دیوار‌های بیرونی قلعهٔ وجود خویش را ببیند. خود قلعه تسخیرناپذیر است، و حتی نامشهود. مگر آنکه دوستان و دشمنان خیانت کنند و او را از مسیری پنهانی به درون قلعه رهنمون شوند."
نیچه_ انسانی، زیاده انسانی. ۴۹۱